# شهرستان هایفنگ
هایفنگ (به لاتین: Haifeng County) یک شهرستان در جمهوری خلق چین است که در شانوی واقع شده‌است.

## خصوصیات
هایفنگ ۹ متر بالاتر از سطح دریا واقع شده‌است.